# Anton Stankowski
Anton Stankowski (18 juin 1906 - 11 décembre 1998) est un peintre, graphiste et photographe allemand. Il a développé une théorie originale de design et a été un précurseur dans l'art graphique. Il a en particulier créé des logos représentant des identités d'entreprises.

## Biographie
Anton Stankowski est né à Gelsenkirchen. Avant de se lancer dans le métier de graphiste, il travaille comme décorateur et peintre d'église. En 1927 il se forme à l'Université de Folkwang. En 1929 il se rend à Zurich où il travaille dans la publicité avec Max Dalang. C'est là qu'il développe ses conceptions en art graphique constructiviste. Ses relations à l'époque sont Richard Paul Lohse, Heiri Steiner, Hans Neuburg, Hans Coray, Hans Fischli, Herbert Matter, Ernst A. Heiniger, et Verena Loewensberg. En 1934 il quitte la Suisse et se rend à Stuttgart où il travaille comme graphiste indépendant. En 1940 il rejoint l'armée et est prisonnier de guerre en Russie jusqu'en 1948. En 1951 il établit son propre studio de graphisme à Stuttgart. Il travaille sur l'identité visuelle d'entreprises telles qu'IBM ou SEL. Dans les années 1960 il crée l'identité visuelle de la ville de Berlin, ainsi que celles de marques comme IDUNA ou Viessmann. Entre 1969 et 1972 il a dirigé le comité du design visuel des Jeux Olympiques de Munich. En 1970 il crée entre autres le logo minimaliste de la Deutsche Bank. Il est nommé professeur par l'état du Bade-Wurtemberg en 1976, et reçoit de nombreuses récompenses pour son travail.

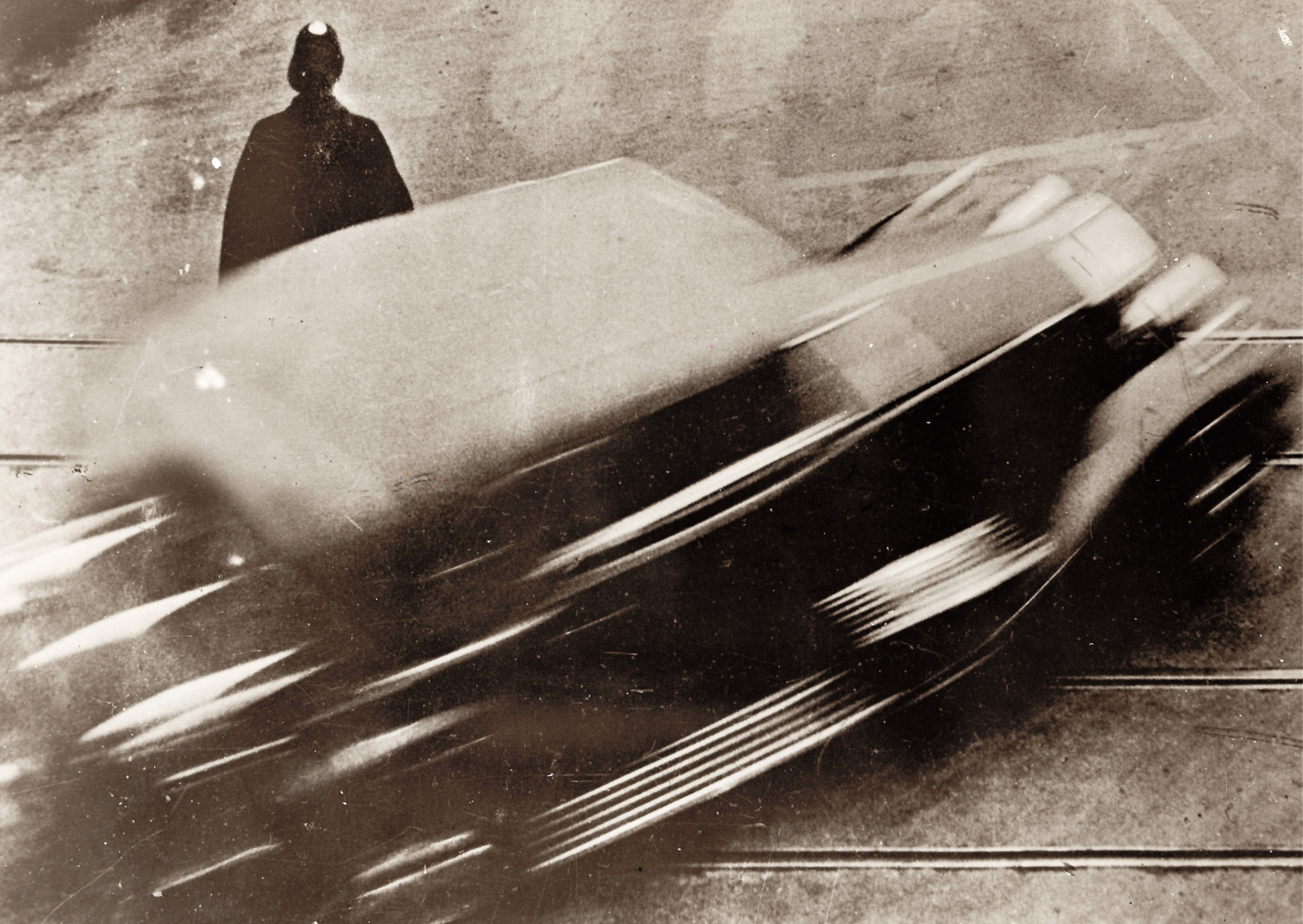
Photographie d'Anton Stankowski, vers 1929-1931
Logo de la Deutsche Bank créé par Anton Stankowski (1970).
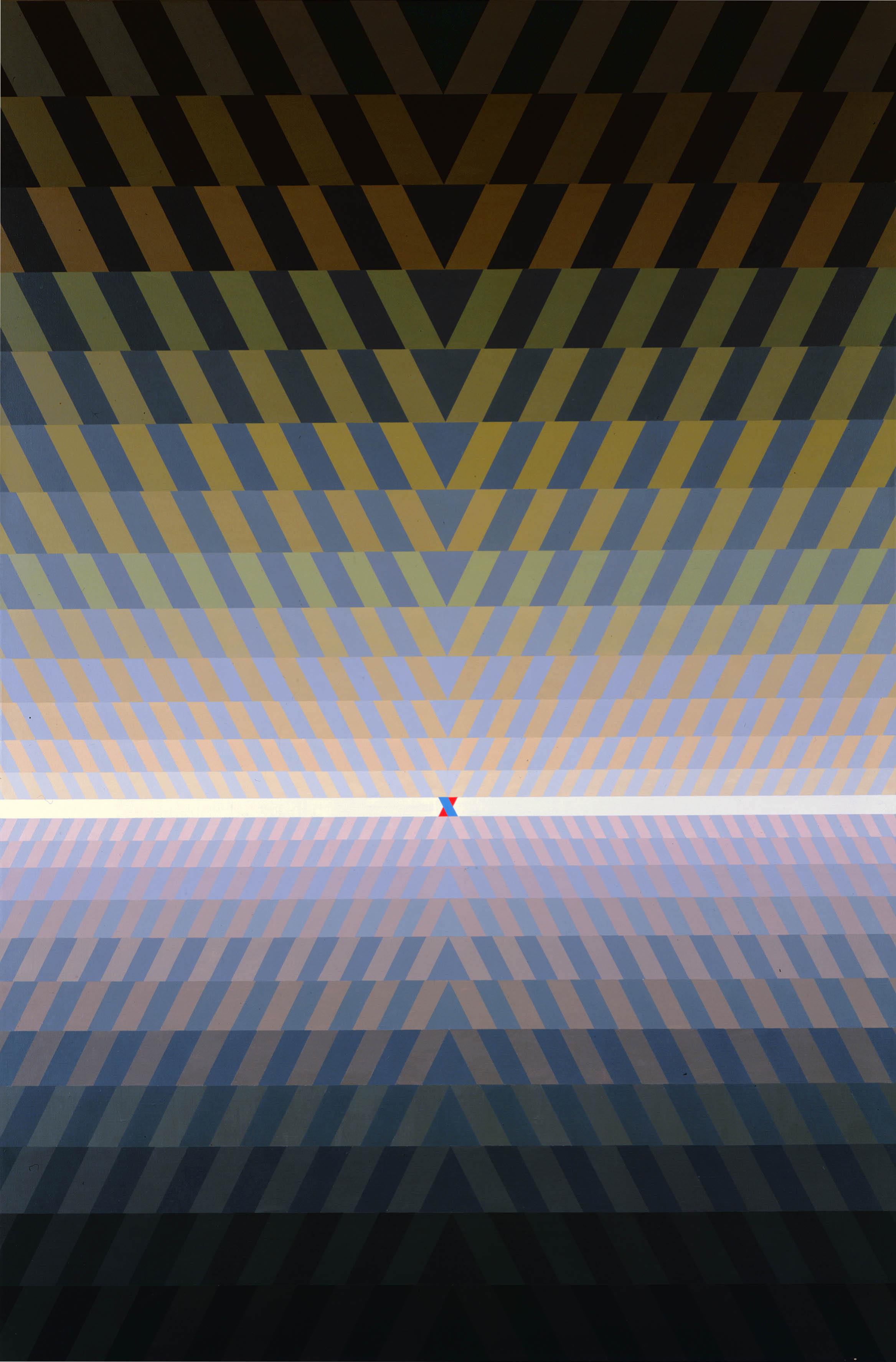
Zeit. Vergangenheit - Jetzt - Zukunft (1980) 180 x 120 cm
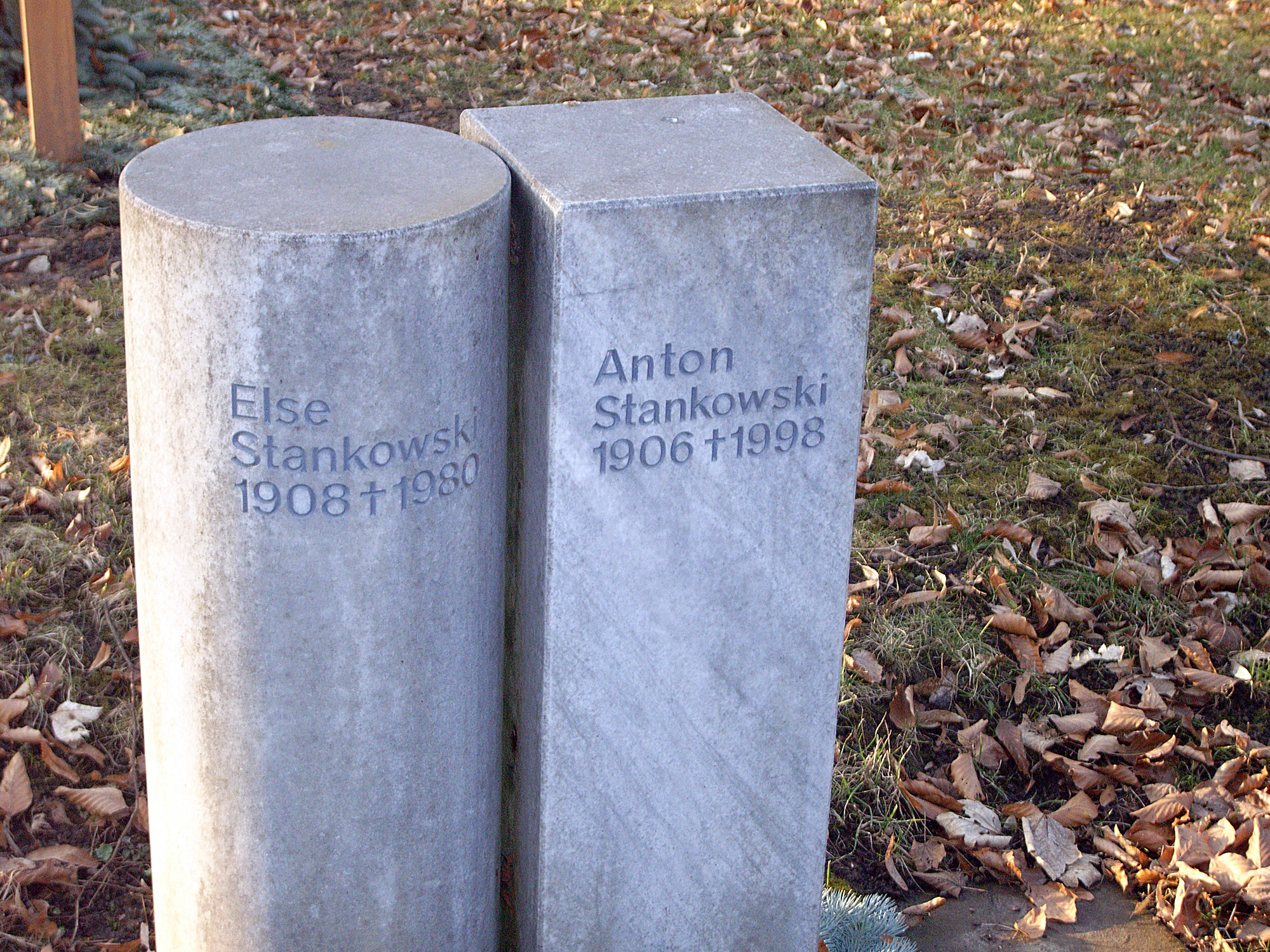
Stèle d'Else et Anton Stankowski

## Publications
- Antonio Stankowski, Distributed Art Pub Incorporated, 2006
- Anton Stankowski: Kunst und Design, Fotografie, Institut für Auslandsbeziehungen, 1991
- Stankowski, Anton (1967), Visual Presentation of Invisible Processes: How to Illustrate Invisible Processes in Graphic Design. New York: Hastings House.